# إشارات المرور في السعودية
تستخدم إشارات المرور هذه في المملكة العربية السعودية.

## إشارات التحذير[4]

إشارات التحذير
منعطف يساري
منعطف يميني
منحنيان أولهما اليسار
منحنيان أولهما اليمين
الطريق يضيق من الجانبين
الطريق يضيق من اليسار
الطريق يضيق من اليمين
صعود
نزول
طريق غير مستوي
مطب
منخفض
طريق زلق
صخور متساقطة
معبر المشاة
معبر اطفال مدارس
معبر للدراجات الهوائية
أعمال بالطريق
إشارات مرور ضوئية
امامك تقاطع طرق
تقاطع طريق جانبي
تقاطع طريق جانبي
تقاطع طريق جانبي منحرف
تقاطع طريق جانبي منحرف
اندماج من ناحية اليسار
اندماج من ناحية اليمين
T-تقاطع طرق
Y-تقاطع طرق
تقاطع طريق جانبي متعرج
تقاطع طريق جانبي متعرج
معبر مياه
تقاطع طريق جانبي مع الأولوية
تقاطع طريق جانبي مع الأولوية
طريق فرعي من اليسار
طريق فرعي من اليمين
دوار
طريق ذو اتجاهين
مدرج طيران
خطر آخر
نفق أمامك
معبر رياح

## إشارات الأولوية

إشارات الأولوية
اعط الافضلية
قف
الطرق ذات الأولوية
نهاية طريق الأولوية
الافضلية للسيارة القادمة من الجهة المقابلة
لك افضلية للمرور على السيارة المقابلة

## إشارات المنع

إشارات المنع
ممنوع الدخول
الطريق مغلق
ممنوع مرور السيارات
ممنوع مرور الدراجات النارية
ممنوع مرور الدراجات
ممنوع مرور الدراجات
ممنوع مرور الشاحنات
ممنوع مرور السيارات القاطرة
ممنوع مرور المركبات ذات المقطورة
ممنوع مرور المشاة
ممنوع مرور العربات التي تجرها الخيول
ممنوع مرور العربات التي تدفع أو تجر باليد
ممنوع مرور الشاحنات الزراعية
ممنوع مرور السيارات التي يزيد عرضها عن 2 متر
أقصى ارتفاع
الحد الأقصى للوزن
ممنوع الإتجاه لليسار
ممنوع الإتجاه لليمين
ممنوع الدوران للخلف
ممنوع الإتجاه للامام
ممنوع التجاوز السيارات
ممنوع التجاوز للشاحنات
السرعة القصوى
ممنوع استعمال التنبيه
قف جمارك
ممنوع الوقوف
ممنوع الوقوف
ممنوع الوقوف والإنتظار
ممنوع الإنتظار في الأيام الفردية
ممنوع الإنتظار في الأيام الزوجية
نهاية كل القيود
نهاية الحد الأقصى للسرعة
نهاية عدم التجاوز
نهاية عدم التجاوز بالشاحنات

## إشارات إلزامية

إشارات إلزامية
اتجاه اجباري للأمام
انعطف يمينا
انعطف لليسار
استدر يمينًا
استدر يسارًا
إتجاهات سير اجباري
إتجاهات سير اجباري
الزم اليمين
الزم اليسار
امامك دوار
طريق إجباري للدرجات
طريق إجباري للمشاة
طريق إجباري للاحصنة
الحد الأدنى للسرعة
نهاية الحد الأدنى للسرعة